# تيلمان فيرتيتا
تيلمان جوزيف فيرتيتا (مواليد 1957) هو رجل أعمال وملياردير أمريكي وشخصية تلفزيونية، وهو رئيس مجلس الإدارة والرئيس التنفيذي ومالك شركة لاندريز [الإنجليزية]، كما يملك نادي هيوستن روكتس التابع للاتحاد الوطني لكرة السلة (NBA). تيلمان هو أيضًا رئيس مجلس أمناء نظام جامعة هيوستن.
اعتبارًا من سبتمبر 2022، قدرت ثروته الصافية بـ 7.6 مليار دولار، وحل في المركز 260 على قائمة فوربس للمليارديرات. تطلق عليه فوربس لقب: "أغنى صاحب مطعم في العالم".
أصبح تيلمان نجم برنامج تلفزيون الواقع (المشتري بمليار دولار، بالإنجليزية:Billion Dollar Buyer) الذي عُرض على قناة سي إن بي سي. في 5 سبتمبر 2017 توصل تيلمان إلى اتفاق لشراء نادي هيوستن روكتس مقابل 2.2 مليار دولار.

## النشأة والتعليم
ولد تيلمان في جالفيستون، تكساس عام 1957. هو من أصل صقلي. كان والده (فيك) يملك مطعمًا للمأكولات البحرية في جزيرة جالفستون، وبعد المدرسة كان تيلمان يقشر الروبيان في مطعم والده.
التحق تيلمان بجامعة تكساس التقنية وجامعة هيوستن حيث درس إدارة الأعمال وإدارة الضيافة. تضمنت تجربته الأولى في ريادة الأعمال بيع فيتامينات من شركة (شاكلي) والترويج لها.